# Ugo Riccarelli
Ugo Riccarelli (n. 3 decembrie 1954, Ciriè, Piemont, Italia – d. 21 iulie 2013, Roma, Italia) a fost un scriitor italian.
A câștigat Premiul Strega în 2004 pentru Il dolore perfetto.